# Les Costes (Montllobar)
Les Costes és una costa de muntanya del terme municipal de Tremp, al Pallars Jussà, en el territori de l'antic terme ribagorçà de Fígols de Tremp.
Estan situades al vessant meridional de la carena per on discorre la carretera C-1311 entre els punts quilomètrics 9 i 10. És tot el costat nord de la vall del barranc de Montllobar, a migdia de la Vileta.